# چرندیات پست‌مدرن
چرندیات پست‌مدرن؛ سوءاستفاده روشنفکران پست‌مدرن از علم عنوان کتابی است از آلن سوکال و ژان بریکمون که در مورد سوءاستفاده برخی روشنفکران و فیلسوفان پست‌مدرن از مفاهیم و نظریه‌های علمی برای نوگرانمایی یا بالاتر نشان دادن بار علمی نظریات و مقالات خود صحبت می‌کند.
این کتاب در سال ۱۹۹۷ میلادی به زبان فرانسه و سپس در سال ۱۹۹۸ به زبان انگلیسی به چاپ رسید.
ترجمه فارسی این کتاب نیز در سال ۱۳۸۴ به ترجمه عرفان ثابتی و توسط انتشارات ققنوس چاپ و منتشر شده‌است.

## بخش‌های کتاب
1. مقدمه - توضیح کلی در مورد نحوه سوءاستفاده برخی روشنفکران پسانوگرای مشهور از علم و این که چگونه بی‌هیچ استدلال یا توجیهی منطقی از چنین ارجاعاتی استفاده شده‌است.
2. ژاک لاکان - در باب توپولوژی روانکاوی و استفاده از مفاهیمی چون نوار موبیوس و فضاهای باز و بسته ریاضی و ارتباط آن‌ها با روانکاوی.
3. ژولیا کریستوا - کاربرد نظریه مجموعه‌های ریاضی و توان پیوستار و همچنین قضیه گودل در تبیین زبان شاعرانه
4. میان‌پرده: نسبیت‌گرایی معرفت‌شناختی در فلسفه علم - نشان دادن سوءاستفاده‌های مکرر از نسبیت عام و نسبیت خاص اینشتین در ارتباط با نسبیت‌گرایی فلسفی
5. لوس ایریگاری - تبیین زنانگی مکانیک سیالات و مردانگی مکانیک جامدات و ایجاد ارتباط بین مفاهیم فیزیک و مکانیک با فمینیسم
6. برونو لاتور - جایگاه «ناظر» در نظریه نسبیت اینشتین و کاربرد آن در جامعه‌شناسی
7. میان‌پرده: نظریه آشوب و علم پست‌مدرن - کاربرد نامناسب مکانیک کوانتوم، قضیه گودل و نظریه آشوب در علوم انسانی
8. ژان بودریار - سوءاستفاده از مفاهیمی چون هندسه نااقلیدسی، برگشت‌پذیری قوانین علمی در امور واقع اجتماعی و به‌خصوص جنگ
9. ژیل دلوز و فلیکس گوتاری - کاربرد نابجای قضیه گودل، نظریه اعداد اصلی ترامتناهی، هندسه ریمانی و مکانیک کوانتوم در فلسفه
10. پل ویریلیو - خلط مفاهیمی چون سرعت و زمان و مکان در فناوری، ارتباطات و سرعت. آن‌ها معتقدند ویریلیو سرعت را با شتاب اشتباه گرفته‌است و بنابراین بنیان سرعت‌شناسی او متزلزل است. همچنین، آن‌ها معتقدند که چنین اشتباه فاحشی از سوی کسی که مدعی سرعت‌شناسی است عجیب است و عجیب‌تر از آن اصرار هواداران ویریلیو بر خرد بین رشته‌ای اوست.[۳]
11. قضیه گودل و نظریه مجموعه‌ها: مثال‌هایی از سوءاستفاده‌ها
12. موخره - چگونگی برقراری ارتباط درست بین مفاهیم دو شاخه از علم و ایده اولیه و انگیزه گردآوری و نگارش کتاب (اشاره به ماجرای سوکال).
13. پیوست الف - «تجاوز از مرزها: به سوی تاویلی متحول‌کننده از گرانش کوانتومی»؛ مقاله‌ای که در قضیه ماجرای سوکال توسطی یکی از نویسندگان در نشریه متن اجتماعی چاپ شد.[۴]
14. پیوست ب - «اظهارنظرهایی دربارهٔ نقیضه تجاوز ار مرزها» - اشاره به مفاهیم علمی به‌غلط به‌کاررفته در مقاله فوق.

توضیح: تمام اسامی بخش‌ها و خلاصه مباحث مورد اشاره در آن‌ها از کتاب ترجمه عرفان ثابتی، چاپ انتشارات ققنوس برداشت شده‌است.

## واکنش‌ها

### ناقدان
در حلقه فیلسوفان پسانوگرا و سکولارهایی با گرایش فلسفه قاره‌ای، از این کتاب انتقادهای بسیاری شده‌است. «بروس فینک» (به انگلیسی: Bruce Fink) (که اولین ترجمه کامل Ecrits اثر ژاک لاکان را به انگلیسی برگردانده است)، در کتابی به نام «لاکان، واژه‌به‌واژه» (به انگلیسی: Lacan to the Letter)، سوکال و بریکمون را متهم می‌کند به این که از نگارش جدی چیزی جز حمل معنای شفاف اراده نمی‌کنند. وی می‌گوید برخی مفاهیمی که نویسندگان اثر آن‌ها را اختیاری یا بی‌معنا دانسته‌اند، ریشه در تاریخ زبان‌شناسی دارند و این که لاکان از مفاهیم ریاضی در کاربرد استعاری آن‌ها استفاده می‌کند، نه این که ادعا کند که مفاهیمش بنیان ریاضی دارند.
از دیگر کسانی به کتاب ایراد گرفته‌اند، می‌توان به «آرکادی پلاتنیتسکی» (که در مقاله‌ای جنجالی سوکال، که به ماجرای سوکال منجر شده، ذکری از او هم رفته‌است) اشاره کرد. وی می‌گوید: «برخی از ادعاهای ایشان دربارهٔ موضوعات ریاضی مورد بحث در کتاب، به‌خصوص اعداد مختلط، نادرستند.» علی‌الخصوص وقتی که ادعا می‌کنند که اعداد مختلط و اعداد گنگ هیچ ربطی به هم ندارند. پلاتنیتسکی از دیدگاه لاکان دفاع می‌کند: «مفوم اعداد موهومی بسط مفهوم اعداد گنگ است؛ هر دو، در معنایی مفهومی و عمومی، عدد را تا منشأ باستانی ریاضیات و فلسفه را گسترش می‌دهند … و همچنین در معنای جبر نوین.»
در ایران، رضا داوری اردکانی در مقاله‌ای تحت عنوان «فلسفه در مواجهه با غرور و حماقت» و مهدی پارسا در مقاله‌ای تحت عنوان «مقابله به مثل» به نقد این کتاب پرداختند.

### واکنش مثبت
این اثر با واکنش مثبتی از سوی بسیاری از دانشمندان مواجه شده‌است. پروفسور تامس نیگل، فیلسوف، با توصیف این کتاب به عنوانی اثری که هم پر از نقل‌قول‌هایی قلمبه‌سلمبه از روشنفکران بزرگ فرانسوی است و هم آکنده از توضیحات بسیار صبورانه‌ای که چرا این گفته‌های چرندیات هستند، از سوکال و بریکمون حمایت کرده‌است.
وی اظهار می‌کند که «ظاهراً در صحنه پاریسی چیزی هست که آن را برای گزافه‌گویی‌های بی‌پروا مهمان‌نواز می‌کند.»
از دیگر دانشمندانی که احساس مشابهی نسبت به قضیه داشته‌اند، می‌توان از ریچارد داوکینز نام برد که در مقاله‌ای تحلیلی بر این کتاب، در مورد بخش لاکان می‌نویسد: «لازم نیست تبحر سوکال و بریکمون را در ریاضیات داشته باشیم تا بفهمیم که نویسنده چنین چیزهایی «ساختگی» است. شاید، وقتی از مفاهیم غیرعلمی صحبت می‌کند، اصالت داشته باشد، اما، وقتی یک فیلسوف عضو نعوظ‌کننده بدن مرد را با ریشه دوم عدد منهای یک برابر می‌کند، در زمینه مباحثی که من سررشته‌ای از آن‌ها ندارم، در چشم من تمام اعتبار خود را از دست می‌دهد.»

## نمونه‌ها
در زیر نمونه‌هایی از نوشته روشن‌فکرانی که مورد نقد این کتاب بوده؛ آورده شده‌است:
1. فصل ۲ - ژاک لاکان؛ توپولوژی روانکاوانه - «این نمودار نوار موبیوس را می‌توان مبنای نوعی نقش و نوشته اساسی در مبدأ، در گرهی که سوژه را پدیدمی‌آورد، تلقی کرد. این امر به مراتب از آنچه در ابتدا ممکن است تصور کنید فراتر می‌رود، زیرا می‌توانید در پی آن نوع سطحی بگردید که قادر به پذیرش چنین نوشته‌هایی است. ممکن است به این نکته پی برید که کره، یعنی نماد کهن جامعیت، برای این مقصود نامناسب است. سطح برآمده (به انگلیسی: torus)، بطری کلاین (به انگلیسی: Klein Buttle) و سطح برش‌داده‌شده (به انگلیسی: cross-cut Surface) قادرند چنین برشی را پذیرا شوند؛ و این تنوع بسیار مهم است، زیرا چیزهای زیادی را دربارهٔ بیماری روانی توضیح می‌دهد.»[۲][۱۴]
2. فصل ۳ - ژولیا کریستوا؛ زبان‌شناسی و نشانه‌شناسی - «در اعمال نحوی متعاقب مرحله آینه‌ای، سوژه از قبل به بی‌همتایی خود اطمینان دارد: او از پرواز به سوی "نقطه ∞" در دلالت (به انگلیسی: significance) بازمی‌ایستد. برای مثال می‌توان مجموعه C0 در فضای معمولی R3 را در نظر گرفت که در آن برای هر تابع پیوسته F در فضای R3 و هر عدد صحیح n>0، مجموعه نقا xای که در آن {\displaystyle F(x)} را از n تجاوز کند، محدود است. وقتی متغیر x به طرف "صحنه دیگر" پسروی کند، توابع C0 به این "مرکز خارج از زبان" که لاکان از آن سخن می‌گوید، و جایی که خودش را به عنوان سوژه از دست می‌دهد، نمی‌رسد، وضعیتی که برگران گروه نسبی (به انگلیسی: relational group) است که توپولوژی آن را حلقه می‌خوانند.»[۲][۱۵]
3. فصل ۸ - ژان بوردیار؛ رساله «پایداری نمایی، ناپایداری نمایی - «نظام‌های پیچیده، فراایستا و ویروسی ما، که محکوم به بعد نمایی صرف (خواه پایداری نمایی باشد، خواه ناپایداری نمایی)، مرکزگریزی و انشقاق برخه‌ای (به انگلیسی: fractal) نامعین هستند، دیگر نمی‌توانند به پایان برسند. آن‌ها به متابولیسم و متاستاز درونی شدیدی محکومند و، بنابراین، از پا می‌افتند و دیگر هیچ مقصد، غایت، غیریت یا تقدیری ندارند. آن‌ها دقیقاً به امر همه"گیر، به رشد بی‌پایان امر برخه‌ای محکومند، نه به برگشت‌پذیری و حل کامل امر مقدر (به انگلیسی: fatal). اکنون فقط علایم فاجعه را می‌شناسیم؛ دیگر علایم سرنوشت را نمی‌شناسیم. (وانگهی، آیا نظریه آشفتگی (به انگلیسی: chaos theory) هیچ علاقه‌ای به پدیده متضاد و به همان اندازه غیرعادی کاهش حساسیت به شرایط اولیه، یا نمایی بودن معکوس معلول نسبت به علت، نشان داده - توفان‌های بالقوه‌ای که به تکان خوردن بال‌های یک پروانه بینجامد؟)»[۲][۱۶]
4. فصل ۱۰ - پل ویریلیو - «وقتی ژرفای زمان جای اعماق مکان محسوس را بگیرد؛ وقتی جابه‌جایی رابط جایگزین تجدید سطوح شود؛ وقتی شفافیت ظواهر را از نو به وجود آورد؛ در آن هنگام به این فکر می‌افتیم که آیا چیزی که مصرانه مکان می‌خوانیم در حقیقت همان نور نیست، نوری زیر آستانه‌ای و فرا اپتیکی که نور خورشید فقط فازی یا انعکاسی از آن است. دوام وجود این نور را بر اساس نوردهی زمانی آنی اندازه‌گیری می‌کنند، نه بر اساس گذر تاریخ گاهشمارانه زمان».[۳]